# Ilkka Taipale

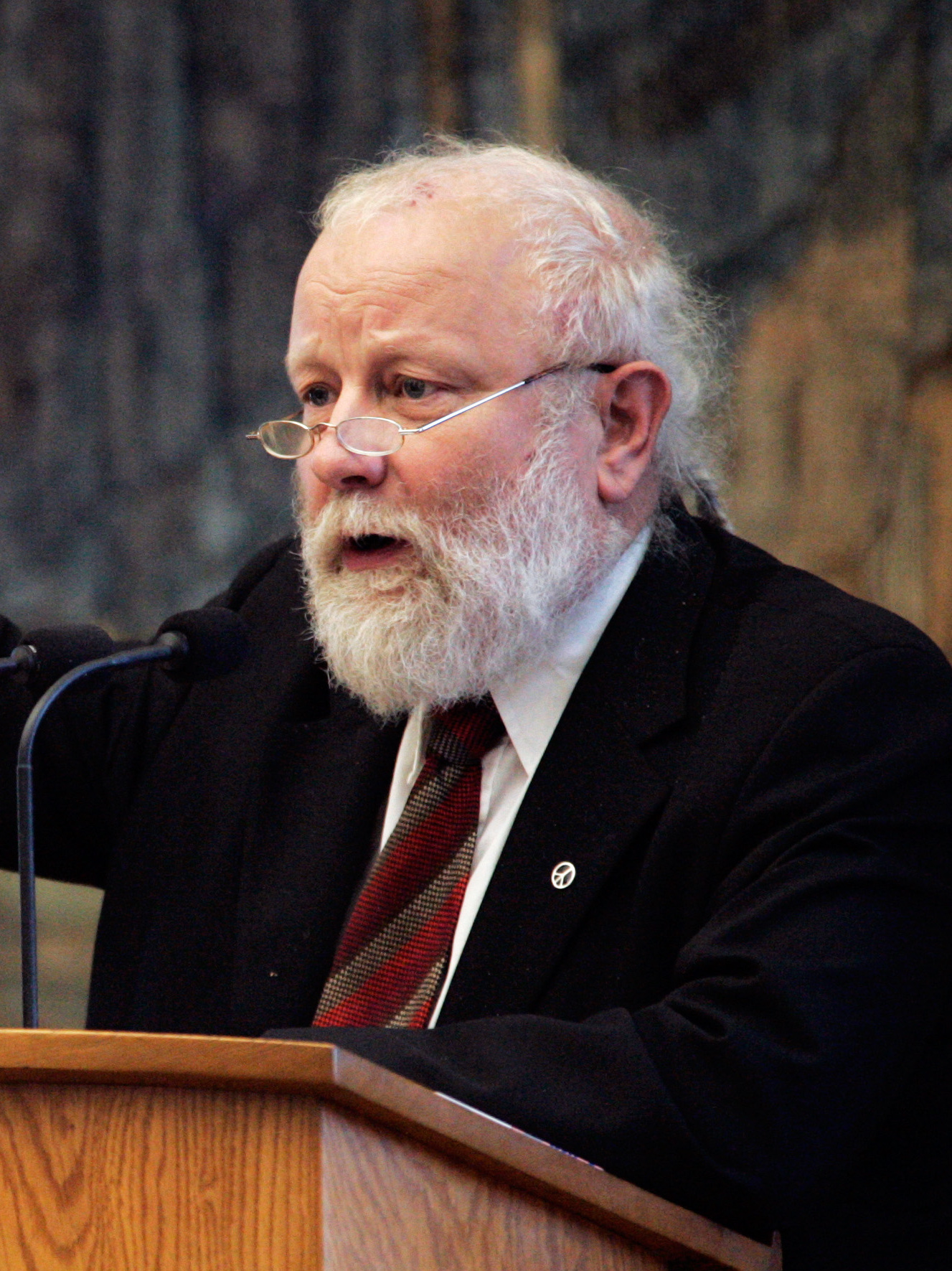
Ilkka Taipale vào năm 2006

Väinö Ilkka Ilari Taipale (sinh ngày 29 tháng 11 năm 1942 ở Helsinki) là một chính trị gia Phần Lan, bác sĩ, nhà vận động. Là thành viên Đảng Dân chủ Xã hội, ông cũng là Nghị sỹ trong Quốc Hội Phần Lan đại diện cho Helsinki từ 1971 đến 1975 và 2000 đến 2007.
Ông có bằng bác sĩ y khoa và phẫu thuật, Taipale đã từng làm bác sĩ tại một số bệnh viện. Ông cũng tham gia giảng dạy về của Xã hội học Y tế tại Đại học Tampere.
Taipale đã hoạt động tích cực trong các tổ chức đấu tranh cho hòa bình và các tổ chức chính phủ và  phi chính phủ khác.
Ông là đồng chủ biên của cuốn sách "Những sáng kiến Phần Lan" đã được Nhà xuất bản Trẻ dịch và phát hành tại Việt Nam.